# Bujidsko Carstvo
Bujidsko Carstvo (perz. آل بویه; Āl-e Buye) je naziv za iransku državu koja se tijekom 10. i 11. stoljeća prostirala na području današnjeg Irana, Iraka, Azerbajdžana i Omana. Osnivači bujidske dinastije bili su delamitski Perzijanci iz Gilana, a osnivačem se smatra Imad al-Daula. Godine 980. velik dio Iranske visoravni ujedinjuje se pod zajedničkim vladarom koji promiče šijitski islam kao državnu religiju ali i sasanidsku ostavštinu poput vladarske titule šahanšaha odnosno velikog kralja. Sredinom 11. stoljeća Bujidsko Carstvo doživljava pad pa vodeću političku ulogu preuzimaju Gaznavidi i Seldžuci.